# Scolecocampa
Scolecocampa é um gênero de traça pertencente à família Arctiidae.